# Dreieckige Herzmuschel
Die Dreieckige Herzmuschel (Parvicardium exiguum), auch Kleine Herzmuschel genannt, ist eine Muschelart aus der Familie der Herzmuscheln (Cardiidae) in der Ordnung der Cardiida.

## Merkmale
Das gleichklappige, deutlich aufgeblähte Gehäuse ist schief gerundet-dreieckig und wird bis 2 cm (1,3 cm) lang. Vor allem die juvenilen Gehäuse sind deutlich ungleichseitig, bei adulten Gehäusen ist dies weniger deutlich ausgeprägt. Die Wirbel liegen deutlich vor der Mitte der Gehäuselänge. Der vordere Dorsalrand ist sehr kurz, fällt stark ab und ist etwas konkav gewölbt. Der hintere Dorsalrand ist etwas länger, fällt zum Hinterende hin stark ab, ist aber annähernd gerade. Der Übergang vom Dorsalrand zum Vorderrand ist leicht (gerundet) gewinkelt. Die Übergänge vom Vorderrand zum Ventralrand sowie vom hinteren Dorsalrand zum Hinterrand sind eng gerundet. Der Übergang vom Hinterende zum Ventralrand ist dagegen weit gerundet und nicht klar abgesetzt. Der Ventralrand ist nur leicht konvex gewölbt. Der Innenrand der beiden Klappen ist entsprechend den Rippen und Zwischenräumen gekerbt, die Rippen bilden an der Innenseite Furchen. Die Furchen erstrecken sich bei adulten Gehäusen aber nicht bis zum Wirbel. Die Lunula ist eiförmig und glatt. Das Ligament liegt intern auf einer kurzen Nymphe. Das Schloss ist nicht sehr kräftig. In der rechten Klappe sind zwei vordere Lateralzähne und ein hinterer Lateralzahn sowie zwei Kardinalzähne ausgebildet. In der linken Klappe sind je ein vorderer und hinterer sowie zwei Kardinalzähne vorhanden. Die Mantellinie ist nicht eingebuchtet.
Die Schale ist dünn, aber fest. Sie erscheint weißlich mit einigen braun-getönten Flecken. Die Ornamentierung besteht aus 20 bis 22 radialen, im Profil gewinkelten Rippen. Die Räume zwischen den Rippen sind schmaler als die Rippen. Auf den juvenilen Gehäusen sind die Rippen mit Knoten in weiten Abständen besetzt; auf den adulten Gehäusen sind sie nur noch am Gehäuserand und am Vorderende vorhanden. Im mittleren und hinteren Gehäuseteil sind sie meist völlig abgerieben. Das Periostracum ist beständig und oft als Saum auf den Rippen vorhanden.

## Geographische Verbreitung und Lebensraum
Das Verbreitungsgebiet reicht von Norwegen, entlang der Küsten des östlichen Atlantiks bis zur Iberischen Halbinsel, nach Nordafrika und über das Mittelmeer bis in das Schwarze Meer. Die Dreieckige Herzmuschel kommt auch in der Nordsee und in der westlichen Ostsee vor. Sie lebt flach eingegraben auf schlammigen, sandigen oder kiesigen Böden vom tieferen Gezeitenbereich bis in etwa 55 Meter Wassertiefe. Sie bevorzugt ruhigeres Wasser ohne starke Strömungen. Sie ist eine Brackwasserart, die auch in Ästuarbereiche vordringt, wo sie noch Salzgehalte von nur 6 ‰ toleriert. Dagegen erträgt sie kein normales Meerwasser; die Salinitätsgrenze liegt bei etwa 30 ‰. Die Standorte, an denen sie vorkommt sind meist dicht mit Pflanzen bewachsen.

## Taxonomie
Das Taxon wurde 1791 von Johann Friedrich Gmelin als Cardium exiguum in die Literatur eingeführt. Die Art wird allgemein akzeptiert zur Gattung Parvicardium Monterosato, 1884 gestellt.

## Belege

### Online
- Marine Bivalve Shells of the British Isles: Parvicardium exiguum (Gmelin, 1791) (Website des National Museum Wales, Department of Natural Sciences, Cardiff)